# Coppa dell'Africa Occidentale
La Coppa dell'Africa Occidentale (in inglese: West African Nations Cup), conosciuta anche come CSSA Nations Cup o Campionato della Zona 3, fu una competizione calcistica alla quale parteciparono alcune delle squadre nazionali dei Paesi dell'Africa Occidentale aderenti alla WAFU.

## Albo d'oro
| Vittorie | Nazione | Anno/i                       |
| -------- | ------- | ---------------------------- |
| 5        | Ghana   | 1982, 1983, 1984, 1986, 1987 |

## Edizioni
| Anno          | Paese Ospitante |          | Finale   | Finale                  | Finale                  | Finale   | Finale   | Finale         | Finale per il terzo posto | Finale per il terzo posto | Finale per il terzo posto | Finale per il terzo posto | Finale per il terzo posto | Finale per il terzo posto |
| Anno          | Paese Ospitante | Campione | Campione | Risultato               | Risultato               | 2º posto | 2º posto | 3º posto       | 3º posto                  | Risultato                 | Risultato                 | 4º posto                  | 4º posto                  |                           |
| 1982 Dettagli | Benin           | Ghana    | Ghana    | 2 - 1                   | 2 - 1                   | Togo     | Togo     | Alto Volta     | Alto Volta                | 1 - 1 (dts) 4 - 2 (dtr)   | 1 - 1 (dts) 4 - 2 (dtr)   | Costa d'Avorio            | Costa d'Avorio            |                           |
| 1983 Dettagli | Costa d'Avorio  | Ghana    | Ghana    | 3 - 1                   | 3 - 1                   | Togo     | Togo     | Costa d'Avorio | Costa d'Avorio            | 2 - 1                     | 2 - 1                     | Liberia                   | Liberia                   |                           |
| 1984 Dettagli | Burkina Faso    | Ghana    | Ghana    | 1 - 1 (dts) 4 - 3 (dtr) | 1 - 1 (dts) 4 - 3 (dtr) | Togo     | Togo     | Costa d'Avorio | Costa d'Avorio            | 2 - 0                     | 2 - 0                     | Burkina Faso              | Burkina Faso              |                           |
| 1986 Dettagli | Ghana           | Ghana    | Ghana    | 1 - 0                   | 1 - 0                   | Togo     | Togo     | Niger          | Niger                     | 2 - 1                     | 2 - 1                     | Burkina Faso              | Burkina Faso              |                           |
| 1987 Dettagli | Liberia         | Ghana    | Ghana    | 2 - 1                   | 2 - 1                   | Liberia  | Liberia  | Nigeria        | Nigeria                   | 3 - 1                     | 3 - 1                     | Togo                      | Togo                      |                           |

## Piazzamenti
| Squadra                 | 1º | 2º | 3º | 4º |
| Ghana                   | 5  | 0  | 0  | 0  |
| Togo                    | 0  | 4  | 0  | 1  |
| Liberia                 | 0  | 1  | 0  | 1  |
| Costa d'Avorio          | 0  | 0  | 2  | 1  |
| Burkina Faso Alto Volta | 0  | 0  | 1  | 2  |
| Niger                   | 0  | 0  | 1  | 0  |
| Nigeria                 | 0  | 0  | 1  | 0  |

## Partecipazioni e prestazioni nelle fasi finali
| Nazionale               | Coppa dell'Africa Occidentale | Coppa dell'Africa Occidentale | Coppa dell'Africa Occidentale | Coppa dell'Africa Occidentale | Coppa dell'Africa Occidentale | Partecip. | Vittorie |
| Nazionale               | 1982                          | 1983                          | 1984                          | 1986                          | 1987                          | Partecip. | Vittorie |
| ----------------------- | ----------------------------- | ----------------------------- | ----------------------------- | ----------------------------- | ----------------------------- | --------- | -------- |
| Ghana                   | 1°                            | 1°                            | 1°                            | 1°                            | 1°                            | 5         | 5        |
| Togo                    | 2°                            | 2°                            | 2°                            | 2°                            | 4°                            | 5         | -        |
| Burkina Faso Alto Volta | 3°                            | -                             | 4°                            | 4°                            | 1T                            | 4         | -        |
| Costa d'Avorio          | 4°                            | 3°                            | 3°                            | -                             | 1T                            | 4         | -        |
| Liberia                 | 1T                            | 4°                            | -                             | 1T                            | 2°                            | 4         | -        |
| Benin                   | 1T                            | -                             | 1T                            | -                             | 1T                            | 3         | -        |
| Niger                   | 1T                            | -                             | -                             | 3°                            | 1T                            | 3         | -        |
| Nigeria                 | R                             | -                             | -                             | -                             | 3°                            | 2         | -        |
| Squadre partecipanti    | 8                             | 4                             | 5                             | 5                             | 8                             | Edizioni  | 5        |

Legenda: 1° = Primo classificato, 2° = Secondo classificato, 3° = Terzo classificato, 4° = Quarto classificato, 5° = Quinto classificato, 1T = Eliminato al primo turno, R = Ritirato, - = Non qualificato

## Nazioni ospitanti
| Edizioni | Nazione        | Anno/i |
| -------- | -------------- | ------ |
| 1        | Benin          | 1982   |
| 1        | Costa d'Avorio | 1983   |
| 1        | Burkina Faso   | 1984   |
| 1        | Ghana          | 1986   |
| 1        | Liberia        | 1987   |

## Esordienti
| Anno             | Paese ospitante  | Nazionali esordienti                                                    |
| 1982             | Benin            | Alto Volta, Benin, Costa d'Avorio, Ghana, Liberia, Niger, Nigeria, Togo |
| Dal 1983 al 1987 | Dal 1983 al 1987 | Nessuna squadra esordiente                                              |